# باسكواغ (رود آيلاند)
باسكواغ (بالإنجليزية: Pascoag, Rhode Island)‏ هي أماكن مخصصة للتعداد تقع في الولايات المتحدة في مقاطعة بروفيدانس. يقدر عدد سكانها بـ 4,577 نسمة ومساحتها 14.1 كم2 وترتفع عن سطح البحر 130 متر.

## التركيبة السكانية
حدّد مكتب تعداد الولايات المتحدة بيانات التركيبة السكانية لباسكواغ في تعداد الولايات المتحدة. في ما يلي، التركيبة السكانية حسب تعدادي 2000 و2010.

### تعداد عام 2000
بلغ عدد سكان باسكواغ 4,742 نسمة بحسب تعداد عام 2000، وبلغ عدد الأسر 1,642 أسرة وعدد العائلات 1,176 عائلة مقيمة في المنطقة السكنية. في حين سجلت الكثافة السكانية 336.3 نسمة لكل كيلومتر مربع (871.0/ميل2). وبلغ عدد الوحدات السكنية 1,743 وحدة بمتوسط كثافة قدره 123.6 لكل كيلومتر مربع (320.1/ميل2).
وتوزع التركيب العرقي للمنطقة السكنية بنسبة 98.33% من البيض و0.36% من الأمريكيين الأفارقة و0.32% من الأمريكيين الأصليين و0.27% من الأمريكيين ذوي الأصول الآسيوية و0.02% من سكان جزر المحيط الهادئ و0.17% من الأعراق الأخرى و0.53% من عرقين مختلطين أو أكثر و1.03% من الهسبانيون أو اللاتينيون من أي عرق.
بلغ عدد الأسر 1,642 أسرة كانت نسبة 40.9% منها لديها أطفال تحت سن الثامنة عشر تعيش معهم، وبلغت نسبة الأزواج القاطنين مع بعضهم البعض 56.3% من أصل المجموع الكلي للأسر، ونسبة 10.7% من الأسر كان لديها معيلات من الإناث دون وجود شريك، بينما كانت نسبة 4.6% من الأسر لديها معيلون من الذكور دون وجود شريكة وكانت نسبة 28.4% من غير العائلات. تألفت نسبة 23% من أصل جميع الأسر من عدة أفراد يعيشون في نفس المنزل ونسبة 10.1% كانت تتألف من شخص يعيش بمفرده يبلغ من العمر 65 عاماً أو أكثر. وبلغ متوسط حجم الأسرة المعيشية 2.72، أما متوسط حجم العائلات فبلغ 3.20.
بلغ العمر الوسطي للسكان 37.0 عاماً. وكانت نسبة 26.5% من القاطنين تحت سن الثامنة عشر، وكانت نسبة 7.4% بين الثامنة عشر والرابعة والعشرين عاماً، ونسبة 30.9% كانت واقعةً في الفئة العمرية ما بين الخامسة والعشرين والرابعة والأربعين عاماً، ونسبة 19.4% كانت ما بين الخامسة والأربعين والرابعة والستين، ونسبة 9.9% كانت ضمن فئة الخامسة والستين عاماً فما فوق. يوجد لكل 100 أنثى 95.7 ذكر، ويوجد لكل 100 أنثى في الثامنة عشر من عمرها فما فوق 92.1 ذكر.
بلغ متوسط دخل الأسرة في المنطقة السكنية 48,778 دولارًا، أما متوسط دخل العائلة فبلغ 54,391 دولارًا. وكان متوسط دخل الذكور 37,957 دولارًا مقابل 27,241 دولارًا للإناث. وسجل دخل الفرد الخاص بالمنطقة السكنية 20,322 دولارًا. وكانت نسبة 6.4% من العائلات ونسبة 9% من السكان تحت خط الفقر، وكان من هؤلاء نسبة 9.7% تحت سن الثامنة عشر ونسبة 15.4% في الخامسة والستين من العمر وما فوق.

### تعداد عام 2010
بلغ عدد سكان باسكواغ 4,577 نسمة بحسب تعداد عام 2010، وبلغ عدد الأسر 1,659 أسرة وعدد العائلات 1,156 عائلة مقيمة في المنطقة السكنية. في حين سجلت الكثافة السكانية 324.6 نسمة لكل كيلومتر مربع (840.7/ميل2). وبلغ عدد الوحدات السكنية 1,860 وحدة بمتوسط كثافة قدره 131.9 لكل كيلومتر مربع (341.6/ميل2).
وتوزع التركيب العرقي للمنطقة السكنية بنسبة 96.37% من البيض و0.68% من الأمريكيين الأفارقة و0.39% من الأمريكيين الأصليين و0.22% من الأمريكيين ذوي الأصول الآسيوية و0.83% من الأعراق الأخرى و1.51% من عرقين مختلطين أو أكثر و2.56% من الهسبانيون أو اللاتينيون من أي عرق.
بلغ عدد الأسر 1,659 أسرة كانت نسبة 35.3% منها لديها أطفال تحت سن الثامنة عشر تعيش معهم، وبلغت نسبة الأزواج القاطنين مع بعضهم البعض 50.8% من أصل المجموع الكلي للأسر، ونسبة 12.7% من الأسر كان لديها معيلات من الإناث دون وجود شريك، بينما كانت نسبة 6.3% من الأسر لديها معيلون من الذكور دون وجود شريكة وكانت نسبة 30.3% من غير العائلات. تألفت نسبة 23.6% من أصل جميع الأسر من عدة أفراد يعيشون في نفس المنزل ونسبة 8.1% كانت تتألف من شخص يعيش بمفرده يبلغ من العمر 65 عاماً أو أكثر. وبلغ متوسط حجم الأسرة المعيشية 2.60، أما متوسط حجم العائلات فبلغ 3.05.
بلغ العمر الوسطي للسكان 41.2 عاماً. وكانت نسبة 22.6% من القاطنين تحت سن الثامنة عشر، وكانت نسبة 7.9% بين الثامنة عشر والرابعة والعشرين عاماً، ونسبة 24.8% كانت واقعةً في الفئة العمرية ما بين الخامسة والعشرين والرابعة والأربعين عاماً، ونسبة 30.4% كانت ما بين الخامسة والأربعين والرابعة والستين، ونسبة 14.3% كانت ضمن فئة الخامسة والستين عاماً فما فوق. وتوزع التركيب الجنسي للسكان بنسبة 47.7% ذكور و52.3% إناث.